# Out of the Grey
Out of the Grey è il terzo album del gruppo musicale statunitense The Dream Syndicate, pubblicato nel 1986.

## Descrizione
A due anni di distanza dal precedente Medicine Show, nel 1986 esce Out of the Grey, dopo l'ennesimo cambio di formazione e di etichetta discografica, dalla A&M alla Big Time Records. Steve Wynn e Dennis Duck sono i soli rimasti della line-up iniziale. Mark Walton al basso ed il produttore Paul B. Cutler alla chitarra solista completano l'organico. Il sound si fa meno aspro ma anche più maturo grazie all'apporto di Cutler ed il disco viene promosso per la prima volta da una tournée europea che tocca anche l'Italia. Boston è diventato un cavallo di battaglia nei concerti di Steve Wynn.

## Tracce
1. Out of the Grey - 4:50
2. Forest for the Trees - 4:37
3. 50 in a 25 Zone - 4:43
4. Boston - 5:31
5. Slide Away - 3:32
6. Dying Embers - 4:56
7. Now I Ride Alone - 4:32
8. Dancing Blind - 4:46
9. You Can't Forget - 2:47

## Lista tracce dell'edizione ristampata nel 1997
Contiene, tra gli altri, pezzi composti originariamente da Eric Clapton, Neil Young ed Alice Cooper.
1. Out of the Grey - 4:50
2. Forest for the trees - 4:37
3. 50 in a 25 zone - 4:43
4. Boston - 5:31
5. Blood money - 4:30
6. Slide away - 3:32
7. Dying embers - 4:56
8. Now i ride alone - 4:32
9. Drinking problem - 3:34
10. Dancing blind - 4:46
11. You can't forget - 2:47
12. Let it rain - 3:57
13. Cinnamon girl - 3:02
14. Ballad of Dwight Frye - 5:42
15. Shake your hips - 0:53
16. I won't forget - 2:33
17. Lonely bull - 1:57

- Durata = 66 min: 22 s

## Formazione
- Steve Wynn - chitarra e voce
- Paul B. Cutler - chitarra
- Mark Walton - basso
- Dennis Duck - batteria